# Idiopidonia pedalis
Idiopidonia pedalis là một loài bọ cánh cứng trong họ Cerambycidae.